# قانون تابعیت پرتغال
قانون تابعیت پرتغال (انگلیسی: Portuguese nationality law) شرایطی را که طبق آن یک فرد دارای تابعیت پرتغال است، مشخص می‌کند. قانون اصلی تعیین‌کننده ضوابط تابعیت، قانون تابعیت است که در روز ۳ اکتبر ۱۹۸۱ عملیاتی شد.
کشور پرتغال عضوی از کشورهای اتحادیه اروپا است و تمام افرادی که دارای تابعیت پرتغال هستند، شهروند اتحادیه اروپا محسوب می‌شوند. این افراد اجازه زیستن و کار به صورت خودکار و دائم در هر کشور عضو اتحادیه اروپا یا منطقه اقتصادی اروپا را پیدا می‌کنند و می‌توانند در رأی‌گیری انتخابات پارلمان اروپا شرکت کنند.
تمام افرادی که قبل از روز ۳ اکتبر ۱۹۸۱ در پرتغال متولد شده‌اند به صورت خودکار و بدون در نظر گرفتن تابعیت والدین، در بدو تولد شهروند پرتغال محسوب می‌گردند. افرادی که بعد از آن تاریخ در پرتغال متولد شده‌اند در صورتی بر اساس شرط تولد در کشور، شهروند پرتغال محسوب می‌شوند که دست کم یکی از والدین آنها شهروند پرتغال بوده یا حداقل به مدت یکسال در کشور اقامت داشته باشد. اتباع خارجی بعد از سکونت در پرتغال به مدتی بیش ار پنج سال، و با نشان دادن چیرگی خود در زبان پرتغالی ممکن است بر اساس اعطای تابعیت، شهروند محسوب گردند. با توجه به جایگاه تاریخی پرتغال به عنوان امپراطوری استعماری، بعضی افراد به خاطر مرتبط بودن با مستعمره سابق ممکن است بتوانند به حق شهروندی دست پیدا کنند.